# فرانك هينيسي
فرانك هينيسي (بالإنجليزية: Frank Hennessy)‏ هو مقدم برامج إذاعية بريطاني، ولد في 2 فبراير 1947.

## وصلات خارجية
- فرانك هينيسي على موقع ميوزك برينز (الإنجليزية)
- فرانك هينيسي على موقع ديسكوغز (الإنجليزية)